# 바크라프 브로지이크

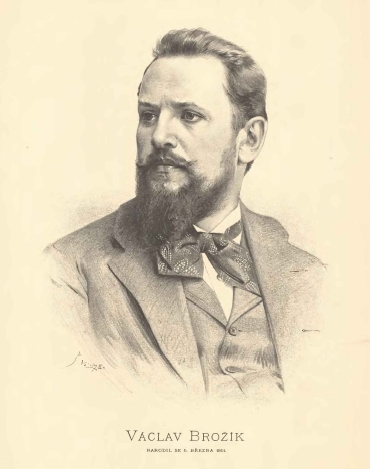
바크라프 브로지이크의 초상화, 얀 빌리미크의 작품

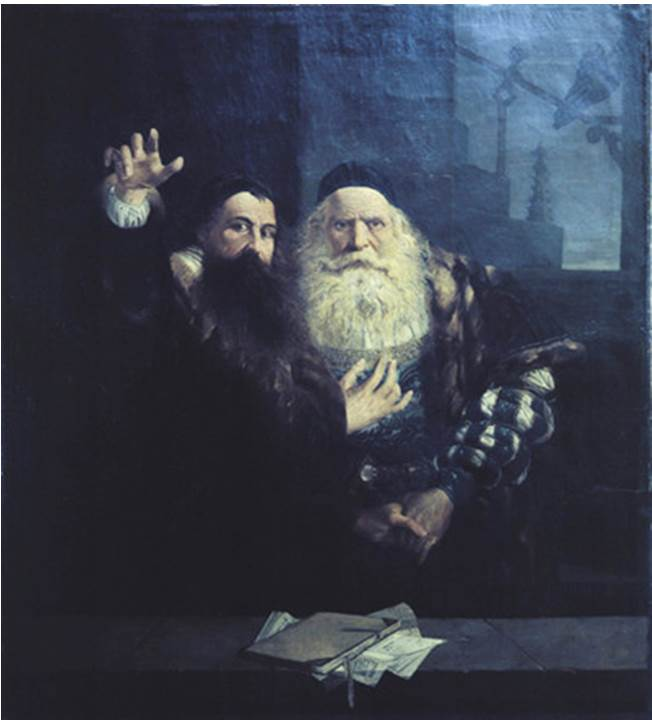
코메니우스가 지에로틴 카롤에게 굿바이라고 말한다. (1873년)

바크라프 브로지이크(체코어: Václav Brožík, 프랑스어: Vaclav de Brozik, 1851년 3월 6일 ~ 1901년 4월 15일)는 학술적 방식의 그림을 그리는 체코의 화가이다. 그는 가난하였지만 부자 딸과 결혼하였다. 예술학교의 교수를 하면서 학문적인 그림들을 많이 그렸다. 1901년 4월 15일 파리에서 심장마비로 사망했다. 그는 몽마르트르 묘지에 묻혔다.

## 추가 자료
- Osobnosti - Česko : Ottův slovník (Well-known Czechs from Otto's encyclopedia) Ottovo nakladatelství, Prague (2008) ISBN 978-80-7360-796-8
- Vošahlíková, Pavla: Biografický slovník českých zemí, Libri, Prague (2007) ISBN 978-80-7277-248-3